# 고금소총 3
"고금소총 3"(A Weapon Of All Ages 3)는 한국에서 제작된 지영호 감독의 1995년 드라마 영화이다. 유연실 등이 주연으로 출연하였고 정경희 등이 제작에 참여하였다.

## 출연

### 주연
- 유연실
- 김윤희
- 고봉재

### 조연
- 박세범
- 김승희
- 황유진
- 김승환
- 지봉주
- 나영우
- 최정아
- 이효진

## 기타
- 제작부장: 김승환
- 제작부장: 한문종
- 조명: 정덕규
- 스틸: 차경호
- 조감독: 김진수
- 연출부: 조주연
- 녹음: 손인호
- 녹음: 한양녹음실
- 분장: 김미정
- 분장: 홍수희
- 의상: 구영미
- 소품: 김태광
- 효과: 이재희